# Kildrummy Castle
Kildrummy Castle je zřícenina hradu blízko obce Kildrummy ve správní oblasti Aberdeenshire ve Skotsku. Ačkoli se jedná o zříceninu, jde o jeden z nejrozsáhlejších dochovaných hradů ze 13. století ve východním Skotsku. Hrad byl sídlem hrabat z Maru. Je ve vlastnictví památkového orgánu Historic Environment Scotland, pod kterým je veden na seznamu významných památek. Hrad je přístupný veřejnosti, spolu se zahradami, které jsou uvedeny na se seznamu významných národních a historických zahrad ve Skotsku.

## Historie

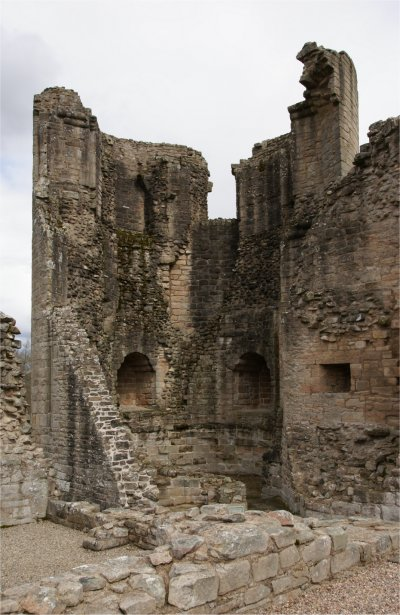
Správcova věž

Hrad pravděpodobně nechal zbudovat William, 5. hrabě z Maru v polovině 13. století, pro krále Alexandra II. Hrad byl umístěn na křižovatce hlavních cest z jihu, odkud ubýhaly severně do Moray a Buchanu. Během své historie byl hrad několikrát obléhán, poprvé od srpna do září roku 1306, když sloužil obraně rodiny Roberta Bruce (později byl korunován skotským králem) a následně v roce 1335, kdy ho obléhal David ze Strathbogie. Obránkyní hradu tehdy byla Christina Bruce, sestra Roberta Bruce, které se podařilo útočníky odrazit, dokud jí nepřišel na pomoc její manžel sir Andrew Murray. Za vlády krále Davida II., byl správcem hradu Walter Maule z Panmure. V roce 1374 byla dědička hradu Isobel zajata a provdána za Alexandra Stewarta, který následně vznesl nárok na vlastnictví hradu a titul hraběte z Maru. V roce 1435 hrad společně s titulem hrabat z Maru anexoval král Jakub I., což se dává za příklad jeho politiky, regulující moc šlechty. Měl ovšem také velké dluhy, takže tím i benefitoval z jejich příjmů. Hrad byl v majetku krále, dokud nebyl v roce 1510 udělen Alexandru Elphinstonovi. Na oplátku musel Elpinstone poskytnout „sto jezdců s kopím pro službu v králových válkách a vojenských operacích proti královým nepřátelům, pokud nastanou“. Elphinstone byl společně s králem zabit v bitvě u Floddenu v roce 1513. V roce 1626 získal kontrolu nad hradem klan Erskin, hrabata z Maru. Zůstali věrní králi Jakubovi II. po jeho odchodu do exilu v roce 1688 a stali se známími jakobity. V roce 1715 se John Erskine vrátil na Kildrummy, aby započal povstání na podporu prince Jakuba Františka Stuarta, syna Jakuba II. Po neúspěšném povstání, 22. hrabě z Maru odešel do exilu. Dny hradu jako šlechtického sídla tak skončily a hrad zpustl.

## Architektura
Kildrummy Castle je typickým hradem s uzavřeným opevěným nádvořím postavným na půdorysu ve tvaru písměne D. Hlavní obranou hradu byla impozantní dvojitá branská věž. Čtyři další věže zasazené do rohů nádvoří, propojovala štítová zeď. Hrad byl vybaven kaplí a nacházela se zde tvrz sloužící jako hraběcí rezidence. Tvrz se nazývala Snow tower (Sněžná věž) a byla postavena ve francouzském stylu, podobně jako na hradě Bothwell Castle. Zřítila se v  roce 1805. Na obranu hradu byly zbudovány i rozsáhlé valy a suchý příkop.
Většina základů, včetně zdí nižších podlaží, je stále viditelná. Zachovala se část Správcovy věže a zeď kaple se ztrojeným gotickým oknem. Archeologické vykopávky v roce 1925 odhalily dekorativní kamenné podlahy a důkazy o bitvách.

## Současnost
V roce 1951 byl hrad věnován do péče Ministerstva práce. Dnes jej vlastní památkový orgán Historic Environment Scotland. Hradní zahrady v bývalém lomu, kde se těžil kámen pro stavbu hradu, jsou spolu s hradem přístupné veřejnosti.